# Otelo Saraiva de Carvalho

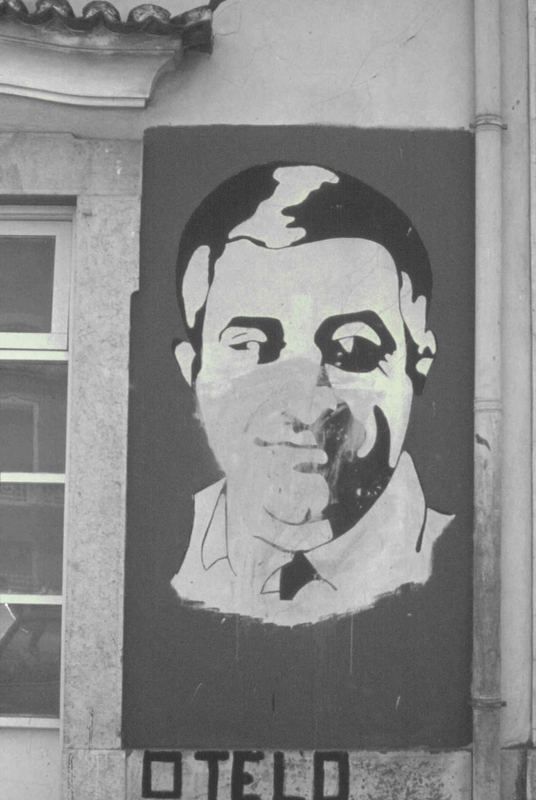
Otelo Saraiva de Carvalho (muurschildering in Portugal)

Otelo Nuno Romão Saraiva de Carvalho (Lourenço Marques (nu Maputo), Mozambique, 31 augustus 1936 – Lissabon, 25 juli 2021) was een Portugese officier en revolutionair. Hij wordt beschouwd als de belangrijkste strateeg, de grote held van de Anjerrevolutie (25 april 1974).

## Militaire carrière
Otelo de Carvalho volgde zijn middelbare schoolopleiding op een staatsschool in Lourenço Marques en op negentienjarige leeftijd ging hij naar de Militaire Academie in Portugal.

#### Held van de Anjerrevolutie
Hij was lid van de in het leger ontstane (augustus 1973) ondergrondse Beweging van Kapiteins, Movimento dos Capitães. Aanvankelijk ontstaan als een reactie op de milicianos die door hun eenjarige opleiding een bedreiging vormden voor de gevestigde kapiteins, evolueerde deze beweging al snel naar de Beweging van de Strijdkrachten, Movimento das Forças Armadas of MFA. Het dagelijks bestuur (de Executivo) bestond uit majoor Otelo de Carvalho, majoor Vitor Alves en kapitein Vasco Lourenço. Zij stelden in maart 1974 een politiek programma op en pleegden daarna een coup (Anjerrevolutie, 25 april 1974). Otelo was de belangrijkste strateeg en de leider van de militaire operatie van deze coup. Vitor Alves bleef meer op de achtergrond: hij slaagde erin de marine en luchtmacht te neutraliseren en coördineerde de politieke kant van de actie. Vasco Lourenço speelde geen rol bij de coup: hij verbleef op de Azoren en zou pas op 30 april terugkeren naar Portugal.

#### Hoofd van de COPCON
Na de staatsgreep vormde de MFA een junta onder Antonio de Spinola. Er brak voor Portugal een turbulente periode aan, bekend als het Revolutionair Overgangsproces ( Processo Revolucionário em Curso of PREC). Deze periode werd gekenmerkt door elkaar snel opvolgende regeringen die steeds linkser werden en waarin de rol van de MFA almaar groter werd. De links-radicale officieren binnen de MFA verzamelden zich rond Otelo de Carvalho. Bezettingen van land en fabrieken kregen zijn goedkeuring.
Hij werd opperbevelhebber van het district Lissabon en in juli 1974 hoofd van de COPCON (Comando Operacional do Continente), een nieuw opgericht detachement dat gezien werd als de gewapende arm van de MFA. Een rechtse putschpoging in maart 1975, geleid door Spinola, werd verhinderd door de tijdige interventie van de COPCON.
Hij maakte deel uit van de Revolutionaire Raad (maart 1975 tot november 1975). In mei 1975 werd hij gepromoveerd tot generaal en samen met Francisco da Costa Gomes (staatshoofd) en Vasco Gonçalves (premier) vormde hij vanaf juli 1975 het directoraat.
Op 25 november 1975 werd een couppoging door linkse militairen onderdrukt door generaal António Ramalho Eanes en werd er definitief afgerekend met de links-radicale stroming binnen de MFA. De COPCON werd ontbonden en Otelo de Carvalho als opperbevelhebber van het district Lissabon vervangen door de meer gematigde Vasco Lourenço. Op 20 januari 1976 werd Otelo de Carvalho gearresteerd voor zijn aandeel in de mislukte staatsgreep en op 4 maart 1976 weer vrijgelaten.

## Politieke carrière

#### Presidentsverkiezingen in 1976
Op 25 april 1976 werden in Portugal de eerste parlementaire verkiezingen in vijftig jaar gehouden. Hiermee werd de wetgevende en uitvoerende macht van de militairen overgedragen aan de politieke partijen. Op 27 juni 1976 vonden de presidentsverkiezingen plaats. Otelo haalde tot ieders verbazing meer dan 16 procent van de stemmen. De kandidatuur van Otelo de Carvalho werd gesteund door een aantal kleine linkse partijen die zich verenigden in de zogenaamde GDUP’s (basiscomités). Eerst schenen die GDUP’s uit te groeien tot een ernstig politiek alternatief, maar al vlug na de verkiezingen werd de beweging vleugellam gemaakt door interne politieke ruzies. De verkiezingen leidden tot een minderheidsregering onder Mario Soares en brachten niet Carvalho, maar wel Eanes in de presidentszetel.

#### Presidentsverkiezingen in 1980
In 1980 nam hij met zijn partij FUP (Força de Unidade Popular) deel aan de verkiezingen. Maar deze partij werd gelinkt aan de terroristische groep FP-25 (Popular Forces 25 april): een guerrillagroep die met aanslagen de socialistische revolutie wilde doorvoeren. Otelo de Carvalho werd beschuldigd van terrorisme en veroordeeld tot 18 jaar gevangenisstraf. Deze rechtszaak zorgde voor een storm van verontwaardiging. Otelo de Carvalho, de bevrijder van Portugal, mocht niet wegkwijnen in de gevangenis. In mei 1989 liet het hooggerechtshof hem na vijf jaar gevangenschap vrij. Otelo de Carvalho, die de beschuldigingen bleef tegenspreken en beweerde dat zijn naam werd misbruikt door de FP-25 kreeg amnestie. Daarna verdween hij spoedig uit de publieke belangstelling.